# Piper frutescens
Piper frutescens är en pepparväxtart som beskrevs av C. Dc.. Piper frutescens ingår i släktet Piper och familjen pepparväxter. Inga underarter finns listade i Catalogue of Life.